# Mildred Loving
Mildred Loving (Central Point, 22 luglio 1939 – Milford, 5 maggio 2008) è stata un'attivista statunitense.

## Biografia
Fu la donna afroamericana che, nel 1967, sconfisse le leggi statunitensi contro i matrimoni misti, aprendo così la strada, in America, alla possibilità per neri e bianchi di sposarsi tra loro.
Proseguendo il suo impegno per i diritti umani, ha trascorso gli ultimi anni in Virginia. Il marito Richard Loving morì investito da un camionista ubriaco nel 1975, venne coinvolta anche Mildred che perse un occhio in conseguenza dell'incidente, ma sopravvisse.
Il 5 maggio 2008 è deceduta a causa di una polmonite.